# Fervent Records
Fervent Records es un sello discográfico de Música cristiana contemporánea con sede en Nashville, Tennessee. Fervent fue comprado por Word Records en 2005.

## Artistas actuales de Fervent Records
- BarlowGirl
- Big Daddy Weave
- Francesca Battistelli
- Group 1 Crew
- PureNRG

## ex Artistas de Fervent Records
- Andrew Peterson
- By the Tree
- Jill Phillips
- Habitado (activos en el 7Spin Música)